# 13154 Petermrva
13154 Petermrva è un asteroide della fascia principale. Scoperto nel 1995, presenta un'orbita caratterizzata da un semiasse maggiore pari a 2,2093623 UA e da un'eccentricità di 0,1675467, inclinata di 5,52488° rispetto all'eclittica.